# Celtic Woman: Live EP
Live EP — también conocido como Celtic Woman: Bonus Tracks — es el primer álbum tipo EP de la agrupación musical irlandesa Celtic Woman, publicado el 4 de octubre de 2005 por Manhattan Records.

## Detalles
Este miniálbum contiene cuatro temas en vivo extraídos de su primer concierto en el teatro Helix en Dublín los cuales no aparecieron en su álbum debut «Celtic Woman». Los temas están organizados según su orden de interpretación en el concierto. El EP cuenta con las vocalistas Chloë Agnew, Órla Fallon, Lisa Kelly, Méav Ní Mhaolchatha y la violinista Máiréad Nesbitt.

## Lista de temas
| Live EP |                                    |                                       |          |  |
| N.º     | Título                             | Intérprete(s)                         | Duración |  |
| 1.      | «Jesu Joy of Man's Desiring»       | Agnew, Fallon Ní Mhaolchatha, Nesbitt | 4:23     |  |
| 2.      | «My Lagan Love»                    | Máiréad Nesbitt                       | 2:02     |  |
| 3.      | «Somewhere»                        | Agnew, Fallon, Kelly, Ní Mhaolchatha  | 2:26     |  |
| 4.      | «I Dreamt I Dwelt In Marble Halls» | Méav Ní Mhaolchatha                   | 3:37     |  |
| 12:29   |                                    |                                       |          |  |